# Mount Soledad Cross
Mount Soledad Cross (dříve známý jako Mount Soledad Easter Cross ) je prominentní památka umístěná na vrcholu Mount Soledad blízko San Diega v Kalifornii . Současná stavba byla postavena v roce 1954; je to v pořadí třetí křesťanský kříž na tomto místě. První byl postaven v roce 1913. 
Od začátku roku 1989, téměř deset let před tím, než se bezprostřední okolí kříže stalo válečným památníkem, byl Mount Soladad předměten trvalého soudního sporu ohledně jeho právního postavení. Soudní spory byly vyřešeny v roce 2015. Předmětem sporu byla otázka, zda je nezákonné vystavovat náboženský symbol takový, jakým je například křesťanský kříž, na veřejném pozemku. Takové umístění by bylo v rozporu s prvním doplňkem americké ústavy o oddělení církve a státu.
V areálu památníku stojí kromě kříže šest pamětních zídek se žulovými plaketami věnovanými vojenským veteránům a vojenským jednotkám.

## Galerie

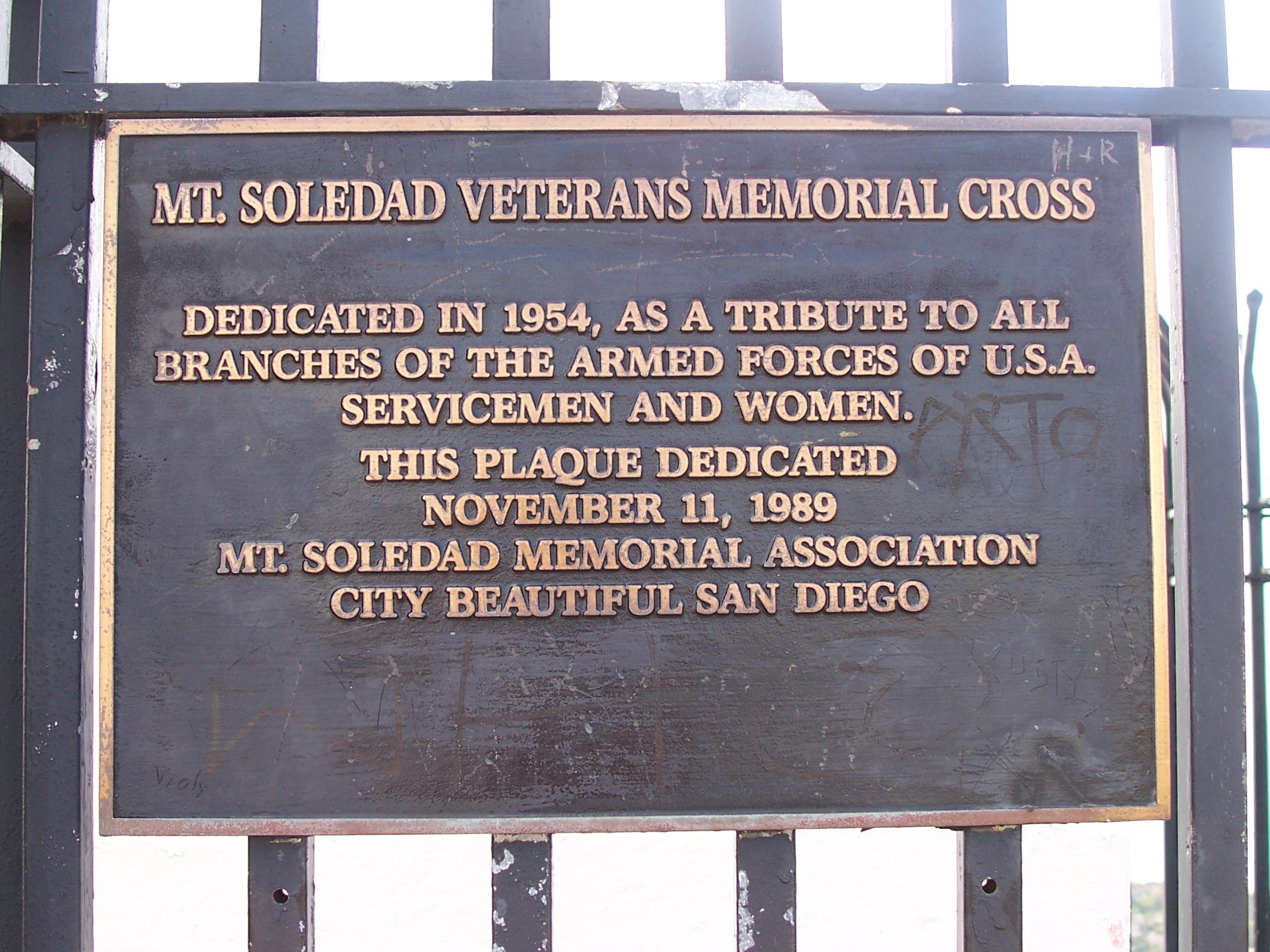
Plaketa na úpatí kříže
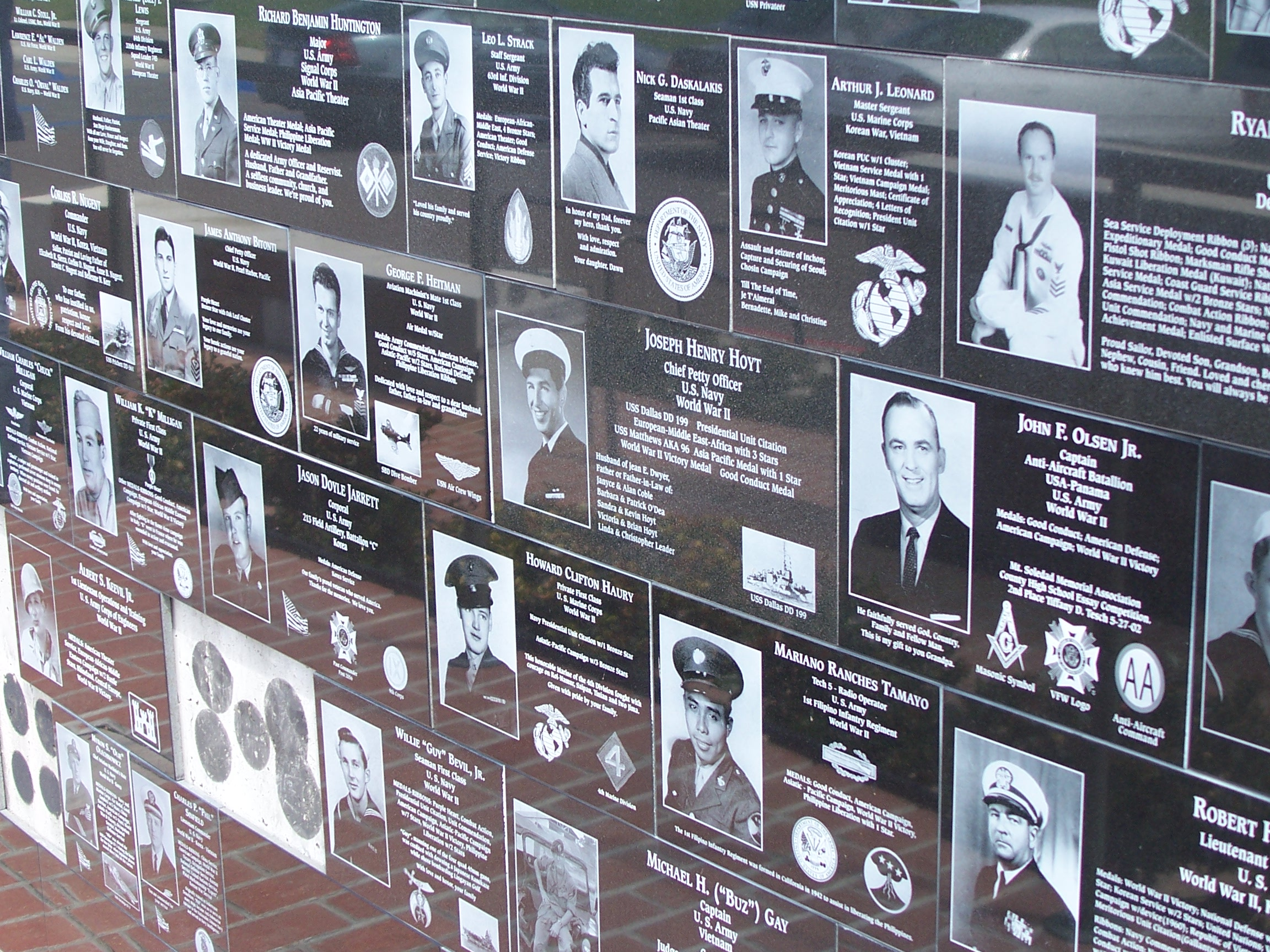
Pamětní zeď